# George E. Smith
George Elwood Smith (ur. 10 maja 1930 w White Plains, zm. 28 maja 2025 w Barnegat) – amerykański fizyk, laureat Nagrody Nobla w dziedzinie fizyki w 2009 roku, współwynalazca Matrycy CCD.

## Życiorys
W 1955 roku ukończył studia na University of Pennsylvania, a w 1959 roku uzyskał stopień doktora fizyki na University of Chicago. W latach 1959–1986 pracował w Bell Labs, zajmując się badaniami laserów i półprzewodników. W 1969 roku wraz z Willardem Boyle wynalazł matrycę CCD.
W 2009 roku został, wraz z Willardem Boyle, uhonorowany Nagrodą Nobla. Równocześnie z nimi laureatem został Charles K. Kao.